# 日書
日書（にっしょ）は、中国の戦国時代末期から前漢にかけて広く流通した占術書の種別である。この言葉が初めて見えるのは、中国の紀元前217年である。

## 歴史的意義

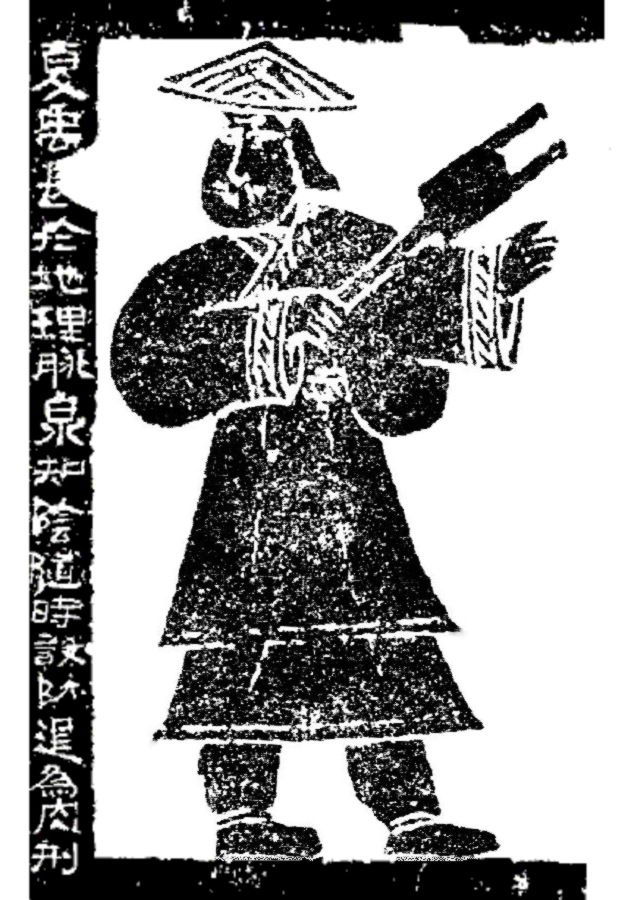
漢代の画像石に描かれた禹

日書は占術書の一つであり、戦国時代末期の墳墓群から発見されたものからは、禹歩が三歩であるという抱朴子の記述が確認されている。それは中国の古代・中世において大きな文化的意義を持っている。1975年に湖北省睡虎地の紀元前217年の墓から出土した睡虎地秦簡の一つで、生活暦または暦学書である。ドナルド・ハーパーは、日書のように、占星術に頼らず干支の数秘術によって吉日と凶日を定める文献を説明するには、"almanac"（通常、単一の暦年の年次刊行物を意味する）よりも、"hemerology"のほうがより正しい訳語だと考えている。

### 禹歩
日書には、「禹歩三」、「禹歩三勉」という言葉が一例ずつ見える。これは抱朴子が禹歩について「三歩」と「九跡」という言葉で説明しているのと一致しており、それぞれの「歩」が3つの別々の「歩」により構成されていたことになる。ポール・アンデルセンは、「三歩」「九跡」という言葉が後に「禹歩」の同義語ととして用いられるようになったとしている。
日書での禹は、旅と密接に関連している。「禹須臾」という篇では、まず六十干支を、1グループあたり12の干支からなる5つのグループに分けてリストアップし、各グループの日について、安全に旅を始めるのに縁起がいい時間帯を示している。篇の末尾では、城門を出る前に行うべき儀式が紹介されている。
旅をしているとき、城門の入り口に着いたら「禹歩」を3回行う。1歩進む。「皋（対象となる精霊の名前）よ、誓います。某（旅行者の名前が入る）に旅をさせ、悪評を受けないように、まず禹として道を切り開く」と言う。すぐに地面に5本の線を引く。線の中心にある土を拾って、宗の中に入れる。(tr. Harper 1999:873)
Isabelle Robinetによると、この文章によって「有害な悪魔を追い払うための悪魔祓いの実践と、衛生と身体のバランスを保つための治療の実践」の関連性を再構築することができるという。つまり、「悪魔祓いが医学へと進化し、病気を悪魔のせいであると考えることから、病気をバランスの崩れの結果であると考えるようになった」のである。